# Proceno
Proceno là một đô thị ở tỉnh Viterbo trong vùng Latium của Ý, có cự ly khoảng 110 km về phía tây bắc của Roma và khoảng 45 km về phía tây bắc của Viterbo. Tại thời điểm ngày 31 tháng 12 năm 2004, đô thị này có dân số 630 người và diện tích là 41,9 km².
Đô thị Proceno có các frazioni (đơn vị trực thuộc, chủ yếu là các làng) Centeno and Le Piane.
Proceno giáp các đô thị: Acquapendente, Castell'Azzara, Piancastagnaio, San Casciano dei Bagni, Sorano.